# Карлсон, Гуннар
Гуннар Оке Карлсон (швед. Gunnar Åke Karlson, родился 7 апреля 1958) — генерал-майор Вооружённых сил Швеции, глава шведского разведывательного управления МУСТ с октября 2012 по апрель 2019 года.

## Биография
Гуннар Карлсон родился 7 апреля 1958 года в шведском городе Карлскруна в семье советника по вопросам образования Оке Карлсона и Гун Карлсон (в девичестве Симонссон). С юных лет Гуннар поддерживал левое политическое крыло, симпатизируя ещё со школьных времён Левой партии — коммунистам (но в ней он не состоял). Позднее его единомышленниками стали сослуживцы из города Векшё.
В 1977 году он окончил гимназию Векшё и поступил в Военную академию Карлберг, в которой учился с 1977 по 1980 годы. В 1980 году он окончил её в звании лейтенанта и начал службу как инструктор и командир пехотного взвода Крунубергского полка (I 11), сделав офицерскую карьеру в 1980-е годы. В 1982 году он был принят в кадетский корпус полковых офицеров, в 1983 году произведён в капитаны. В 1983—1984 годах Карлсон учился в Школе переводчиков Вооружённых сил Швеции.
В 1984—1985 годах Карлсон был заместителем директора в Пехотном военном училище, до 1986 года продолжал нести службу в звании командира взвода. В 1986—1987 годах он прошёл общие курсы в академии Карлберг и был назначен командиром роты «I 13» в Даларнском полку, в 1988 году произведён в майоры. В 1988—1990 годах прошёл двухлетние курсы в академии и был назначен преподавателем тактики в Пехотном военном училище для бойцов спецназа, проработав на этой должности до 1991 года. С 1991 по 1993 годы Карлсон — офицер штаба Армии Швеции и заместитель начальника штаба батальона «Nordbat 2», входившего в подразделение ООН UNPROFOR, нёсшее службу в Боснии и Герцеговине. В 1994 году Карлсон был произведён в подполковники и затем назначен преподавателем управления войсками в академии Карлберг. В 1995—1996 годы Карлсон был заместителем главы Вспомогательной группы ОБСЕ, которая работала в Чечне.
С 1996 по 1998 годы Карлсон был руководителем Первого отдела в штабе 4-й Восточной дивизии Армии Швеции («G2/3/5») и заместителем командира Смоландской бригады с 1998 по 2000 годы. Произведён в полковники в 2000 году и назначен заместителем военного представителя шведской миссии в НАТО, проработав на этом посту до 2003 года. В 2003 году Карлсон назначен командиром Готландского полка («P 18»), прослужил там до 2005 года. До 2004 года занимал пост военного эксперта государственного департамента в НАТО при Постоянном представительстве в Брюсселе, с 2004 года член Шведской королевской академии военных наук. В 2006 году окончил курсы в Шведском университете обороны в Сольбаке, в 2007 году получил там же учёную степень в области менеджмента. С 2007 года — бригадный генерал.
В 2006—2007 годах Карлсон занимал пост начальника управления департамента персонала Верховного главнокомандования Вооружённых сил Швеции, в 2008—2009 годах — пост военного советника Министерства иностранных дел Швеции. Окончил Европейский колледж безопасности и обороны по специальности «Европейская безопасность и оборона на высшем уровне», в 2009 году произведён в генерал-майоры. Занимал пост помощника директора департамента по обучению и закупкам Вооружённых сил Швеции, с 2009 по 2012 годы — начальник военного обучения. С 2012 года занимает пост директора шведского разведывательного управления MUST.
В 2016 году на фоне скандала с так называемыми «русскими хакерами» Карлсон в эфире программы «Agenda» на шведском телеканале SVT заявил, что Россия проводит некие информационные операции с целью усиления своего влияния на Швецию.

## Личная жизнь
С 2003 года женат на Анетт Лёвгрен (род. 1963 в Векшё), дочери жестянщика Аллана Лёвгрена и Рут Лёвгрен. Владеет английским, французским и русским языками. Русский язык изучал в Школе переводчиков Вооружённых сил Швеции в 1982—1983 годах.

## Награды
- Медаль призывника Вооружённых сил Швеции[4]
- Медаль Вооружённых сил Швеции «За интернациональную службу»[4]
- Почётная медаль Готландского полка[4]
- Памятная медаль Готландского полка[4]
- Памятная медаль Смоландской бригады[4]
- Памятная медаль 4-й Восточной дивизии[4]
- Памятная медаль Крунубергского полка[4]
- Бронзовая медаль ООН «UNPROFOR»[4]